# Alulatettix wufengensis
Alulatettix wufengensis är en insektsart som beskrevs av Zhong, Yulin och Z. Zheng 2003. Alulatettix wufengensis ingår i släktet Alulatettix och familjen torngräshoppor. Inga underarter finns listade i Catalogue of Life.